# Д’Эрелль, Феликс
Феликс д’Эрелль (фр. Félix d’Hérelle; 25 апреля 1873, Монреаль — 22 февраля 1949, Париж) — французский и канадский микробиолог. Первооткрыватель бактериофагов, которых детально описал и предложил использовать для лечения инфекционных заболеваний.

## Биография

### Ранние годы
Д’Эрелль родился в семье французских эмигрантов. После смерти отца семья переехала в Париж, где д’Эрелль окончил среднюю школу. Другого образования он не получил и всю жизнь занимался самообразованием. Д’Эрелль был одержим путешествиями: в 16 лет он объездил половину Европы на велосипеде, а в 17 лет — путешествовал по Южной Америке.
В возрасте 24 лет д’Эрелль с семьей переехал в Канаду. Для заработка он изучал процессы изготовления шнапса из кленового сиропа, а у себя дома сделал лабораторию и занимался микробиологией. Одно время он работал санитаром в геологической экспедиции в Лабрадоре, не имея никакой медицинской учёной степени или реального опыта.

### Гватемала и Мексика
Пытаясь решить финансовые проблемы, он уехал с семьёй в Гватемалу, получив должность бактериолога при столичной больнице. Там, помимо основной деятельности, д’Эрелль изучал вопрос о получении виски из бананов. Это помогло ему получить новую работу: мексиканское правительство пригласило его заняться темой «шнапс из агавы».
Мексиканцы послали д’Эрелля в Париж наблюдать за изготовлением станков для шнапсового завода, но всё свободное время он проводил в крупнейшем научном центре — Институте Пастера, работая волонтёром, без оплаты. Он так увлёкся, что бросил технологию изготовления шнапса из агавы и в 1911 году перевёз семью из Мексики в Париж.
В этом же году он ещё раз съездил в Мексику, где выделил микроорганизмы из трупов саранчи, массовая гибель которой от неизвестной болезни наблюдалось на полуострове Юкатан. Выделенный организм, названный Coccobacillus acridiorum, д’Эрелль размножил и испытал против саранчи в Гватемале, Аргентине и Тунисе. Эта работа впервые привлекла внимание научного сообщества к д’Эреллю. В 1912 и 1913 годах он снова пытался использовать Coccobacillus acridiorum для борьбы с саранчой в Аргентине.

### Франция и бактериофаги
После Первой мировой войны д’Эрелль занялся темой, которая сделала его знаменитым. Изучая бактерии, вызывающие дизентерию, он обнаружил инфекционный агент, вызвавший их гибель — лизис. Д’Эреллю удалось настроить его размножение: бактерии, заражённые им, погибали, а количество агента увеличивалось. Д’Эрелль предложил для агента название «бактериофаг» — пожиратель бактерий. Д’Эреллю принадлежит также идея использования бактериофагов для лечения бактериальных заболеваний. В 1919 году д’Эрелль успешно вылечил бактериофагами первых пациентов. В то время ещё не было антибиотиков, так что любая попытка найти лекарство от бактерий имела огромное значение. Начался настоящий бум фаговой терапии.

### Египет и Индия
В 1920 году д’Эрелль ездил в Индокитай с целью исследовать холеру и чуму. В это время он всё ещё работал в Институте Пастера в качестве волонтёра. В 1921 году ему удалось издать монографию о бактериофагах. Известность его росла, и в 1925 году он наконец получил звание почётного доктора Лейденского университета и медаль Левенгука. Однако в Лейденском университете ему предложили лишь временную должность, и когда её срок закончился, д’Эрелль уехал бороться с чумой и холерой в Египет.
В Египте д’Эрелль с успехом использовал бактериофаги, которые он собрал с заражённых чумой крыс во время посещения им в 1920 году Индокитая, на заражённых чумой людях. Основываясь на его результатах, Великобритания начала широкую кампанию против чумы. Затем д’Эрелль выделил и использовал бактериофаги для лечения холеры в Индии.

### США
В 1928 году д’Эрелль стал профессором в Йельском университете в Нью-Хэйвене (США). Тем временем европейские и американские фармацевтические компании наладили производство бактериофагов в медицинских целях и обещали всем фантастические эффекты. В качестве альтернативы д’Эрелль создал французскую компанию, которая производила фаги. Однако все компании столкнулись с технологическими проблемами производства. Кроме того, неправильные диагнозы часто приводили к использованию неправильного вида бактериофагов. Всё это привело к тому, что научное сообщество отвернулось от д’Эрелля. К тому же д’Эрелль имел непростой характер и нажил себе много врагов.

### СССР
В этой ситуации он принял приглашение И. В. Сталина и в 1934 году приехал в Советский Союз и поселился в Тбилиси у знакомого ему по Институту Пастера грузинского учёного Г. Элиавы. В Тбилиси он участвовал в создании НИИ бактериофагов (позже НИИ вакцин и сывороток). Д’Эрелль уже начал строить себе дом в Тбилиси, но в 1937 году Г. Элиава был репрессирован, и д’Эрелль уехал во Францию, чтобы спасти семью.

### Франция
Тем временем начался век антибиотиков, и фаговая терапия на Западе была почти забыта: бактериофаги были более дорогие и сложные в производстве, чем, например, пенициллин. Только в Советском Союзе, особенно в Грузии, велись работы по культуре фагов.
Д’Эрелль пережил немецкую оккупацию Франции и умер в 1949 году в Париже, будучи практически забыт как учёный, но его имя упомянуто в специальном списке людей, кому следовало бы присудить Нобелевскую премию.